# گنتینگ

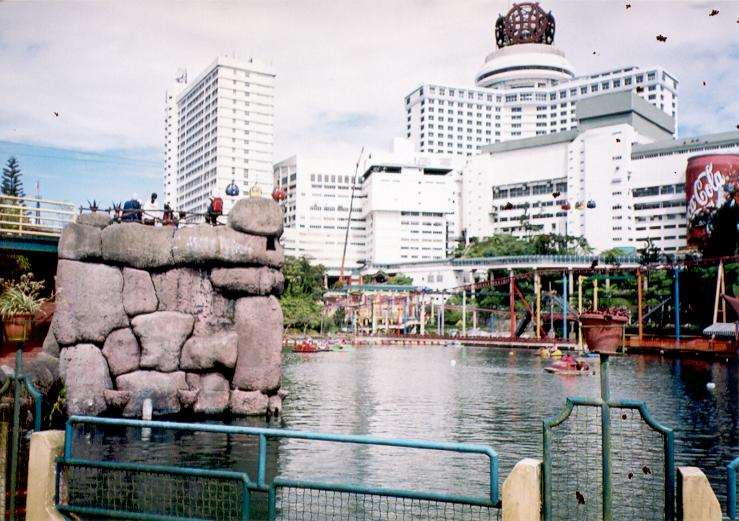
هتل جنتینگ هایلندز

جنتینگ یا جنتینگ هایلند یکی از نقاط دیدنی مالزی در قسمت شمالی پایتخت این کشور - کوالالامپور- می‌باشد. فاصلهٔ جنتینگ که در بالای کوه با ارتفاع بیش از ۱۸۰۰ متر از سطح دریا واقع شده است تا کوالالامپور ۵۱ کیلومتر است.
مجموعه جنتینگ با پنج هتل متفاوت از یک مجموعه با بیش از ده هزار اتاق یکی از بزرگ‌ترین مجموعه هتل‌های جهان است. در این مجموعه پارک بازی در فضای باز و همچنین پارک بازی در فضای بسته وجود دارد. دو قمارخانه که تنها قمارخانه‌های موجود در مالزی هستند نیز از ویژگیهای دیگر این مجموعه هستند.
تعداد زیادی فروشگاه و رستوران متنوع در این مجموعه وجود دارد که روزانه میهمان هزاران گردشگر از نقاط مختلف دنیا و بویژه آسیای شرقی هستند.
برای رسیدن به ارتفاعات جنتینگ می‌توان از تله کابین مجموعه استفاده کرد که حدود ۳٫۳۸ کیلومتر طول دارد و بلندترین و سریع‌ترین تله کابین آسیای جنوب شرقی قلمداد شده است.
سیرک بزرگ جنتینگ، نمایشگاه دنیای سنگ‌ها و نیزامکاناتی بسیار متنوع دیگر در این مجموعه به جذابیتهای آن می‌افزاید.

## تاریخچه

هتل فرست وورد جنتینگ

در سال ۱۹۶۴، شخصی به نام تن سری لیم گوه تونگ اولین برنامه‌ریزی برای پیدایش یک مجموعه تفریحی در بلندیهای جنتینگ را انجام داد. وی پیش‌بینی کرد که با توجه به آب و هوای گرمسیری و استوایی کشور مالزی، وجود یک چنین مجموعه اقامتی تفریحی بتواند بسیار مفید باشد.
وی با همکاری عده‌ای دیگر و بعدها با همکاری دولت مالزی و سرمایه‌گذاری تمام اموال شخصی خود در این پروژه توانست در سال ۱۹۷۱ اولین هتل مجموعهٔ جنتینگ را با نام هتل جنتینگ افتتاح کند. این هتل در حال حاضر هتل تم پارک نام دارد.
بعد از آن رشد مجموعه با در نظر گرفتن موضوع عدم نابودی جنگلهای استوایی اطراف تا به امروز ادامه پیدا کرد هتلهای جدیدی یکی پس از دیگری افتتاح شدند.
تا سال ۲۰۰۸ میلادی پنج هتل با نامهای هتل تم پارک، هتل جنتینگ، هتل هایلندز، هتل ریسورت و هتل فرست وورد بهره‌برداری شده‌اند.
شرکت جنتینگ در مالزی تصمیم به ساخت دومین مجموعه در سنگاپور دارند که پیش‌بینی می‌شود این مجموعه در سال ۲۰۱۰ در نزدیکی پارک سنتوزا سنگاپور تکمیل شود. سرمایهٔ ذکرشده برای ساخت این مجموعه جدید بیش از ۱۴ میلیارد رینگیت مالزی است.

## مجموعه نماها

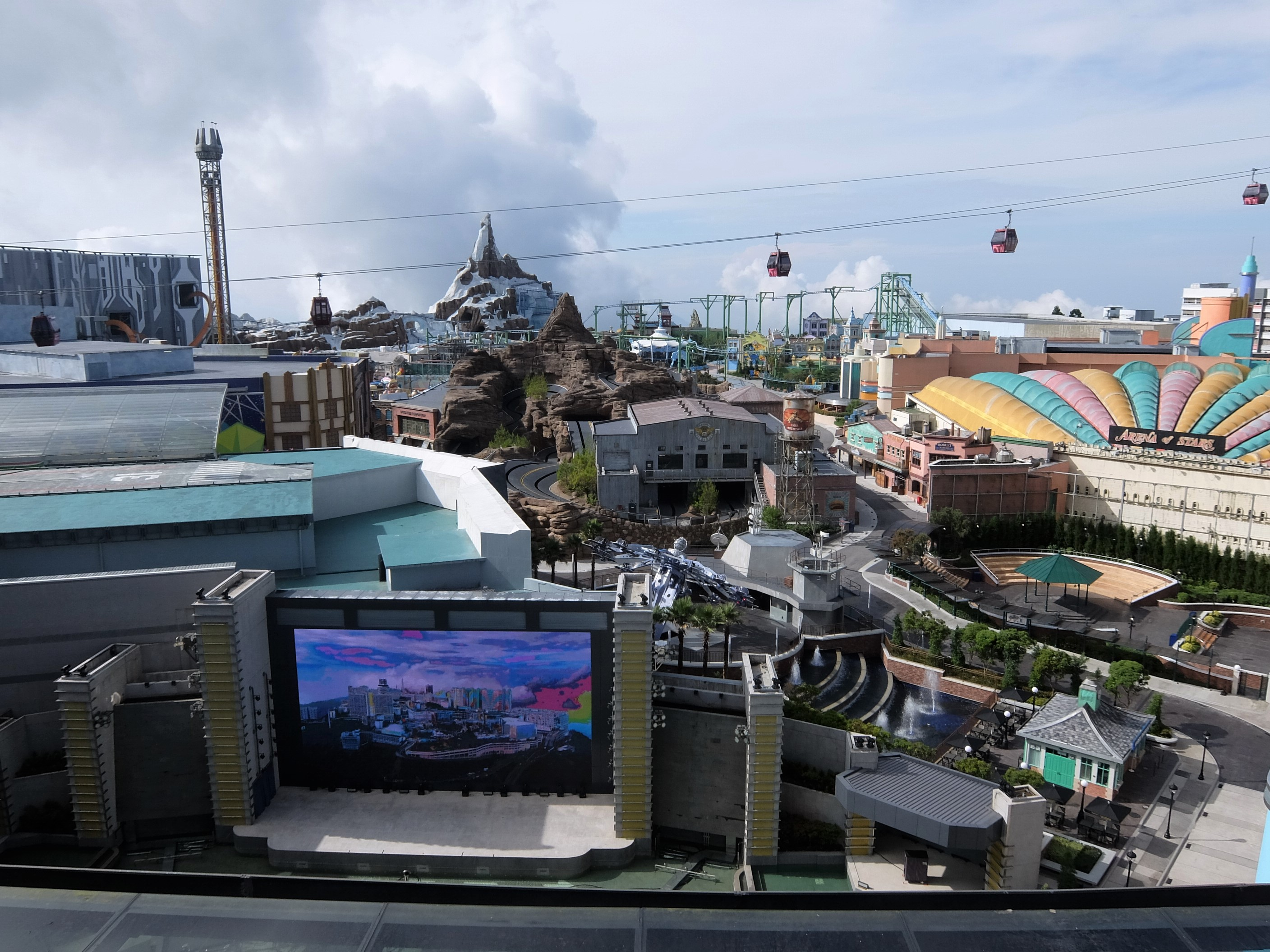
پارک بازی بیرونی
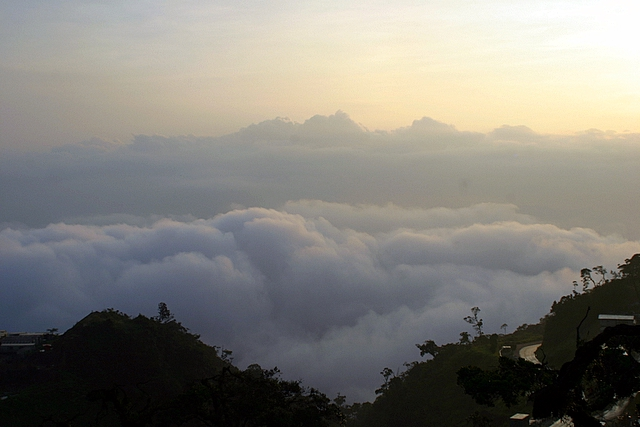
غروبی بر فراز ابرها
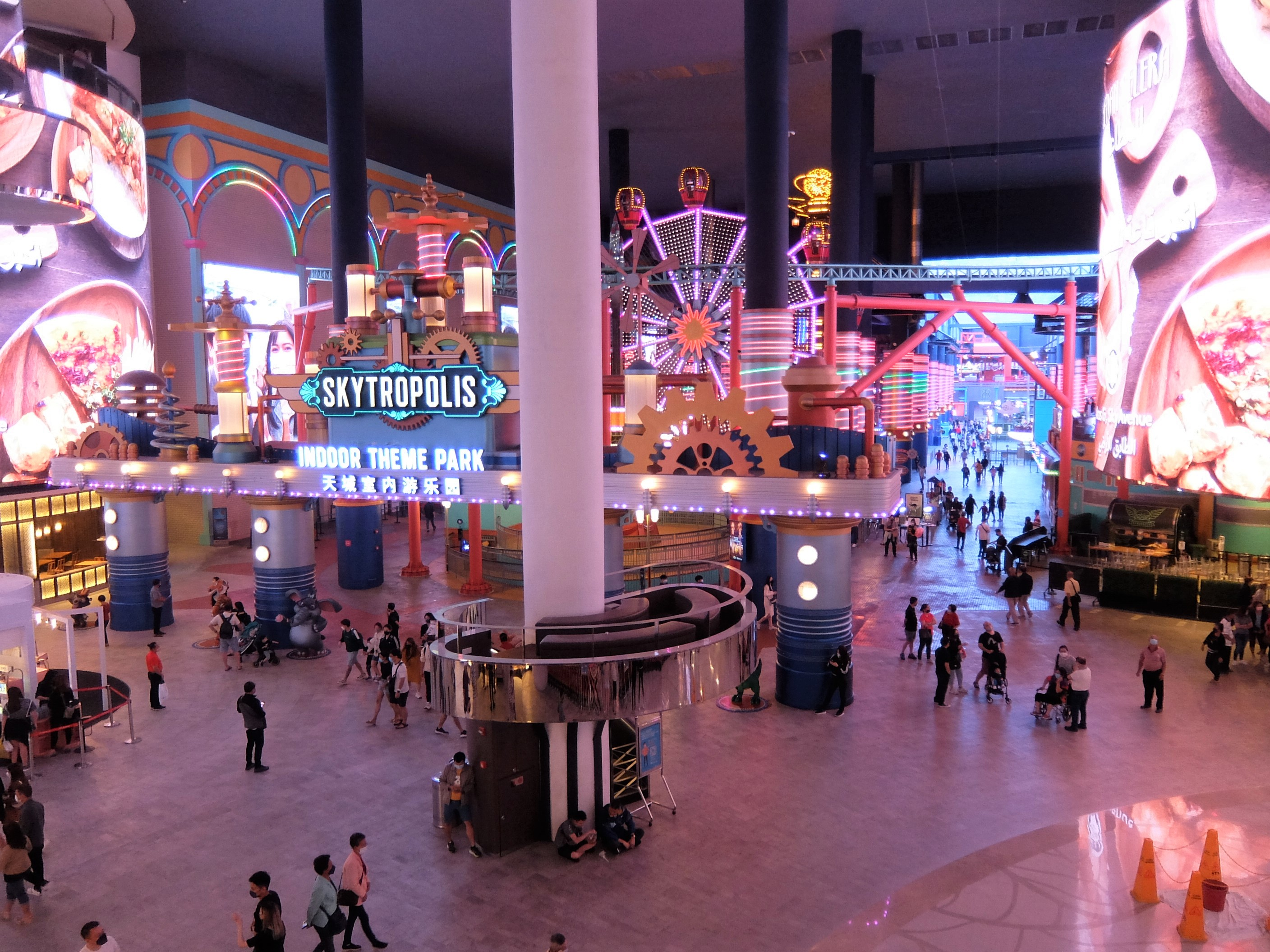
هتل فرست وورد
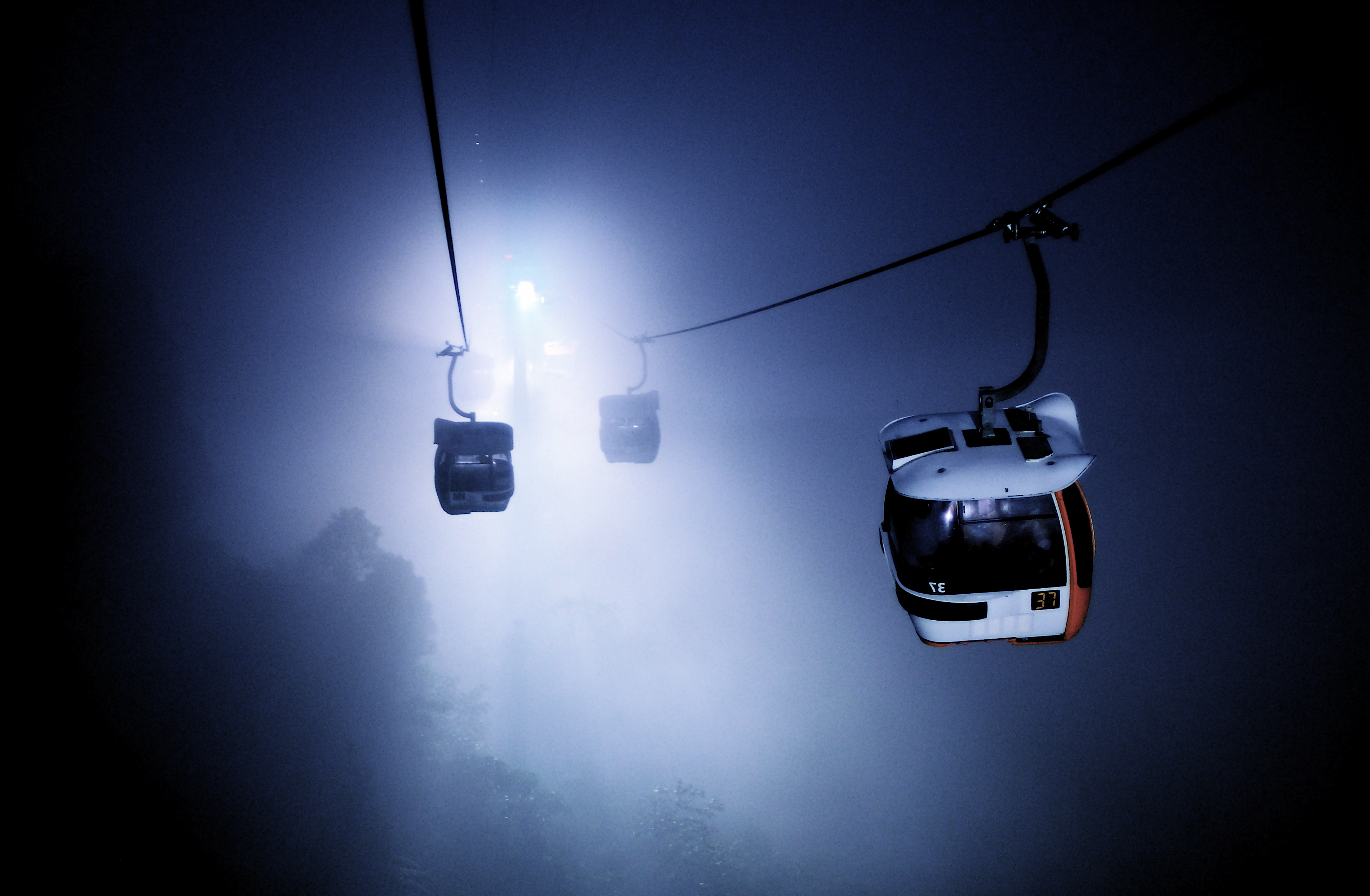
تله کابین در شب